# Vincenzo Di Grezia
Vincenzo Di Grezia (Campobasso, 24 aprile 1942 – Campobasso, 11 novembre 2020) è stato un politico italiano.

## Biografia
Nato a Campobasso nel 1942, esponente della Democrazia Cristiana, entrò in politica con l'elezione al consiglio comunale della sua città, ricoprendo più volte anche l'incarico di assessore. Dal 1992 al 1995 è stato sindaco di Campobasso.
Nel 2009 venne nominato dal presidente Angelo Michele Iorio direttore generale della Regione Molise e responsabile per la ricostruzione post-terremoto. Fu anche presidente del consiglio di amministrazione della società Autostrade del Molise, impegnata nella realizzazione del collegamento autostradale che avrebbe dovuto collegare Termoli a San Vittore.
Lavorò anche come giornalista pubblicista dal 1984, anno dell'iscrizione all'albo. Morì la mattina dell'11 novembre 2020.